# جون كار (سياسي أمريكي)
جون كار (بالإنجليزية: John Carr)‏ هو سياسي أمريكي، ولد في 9 أبريل 1793، وتوفي في 20 يناير 1845. حزبياً، نشط في الحزب الديمقراطي. وقد انتخب عضو مجلس النواب الأمريكي.